# Rußdorf (Crimmitschau)
Rußdorf ist ein Ortsteil der Ortschaft Blankenhain der Großen Kreisstadt Crimmitschau im Landkreis Zwickau, Freistaat Sachsen. Der Ort wurde am 1. Juli 1950 nach Blankenhain eingemeindet und kam mit diesem am 1. Januar 1994 zur Stadt Crimmitschau.

## Geografie

### Geografische Lage
Rußdorf liegt im westlichen Stadtgebiet von Crimmitschau. Der Ort bildet den östlichen Teil von Blankenhain. Der durch den Ort fließende Koberbach mündet in Neukirchen/Pleiße in die Pleiße. Südöstlich von Rußdorf befindet sich die Talsperre Koberbach.

### Nachbarorte
|             | Mannichswalde                                         |                 |
| Blankenhain | Kompassrose, die auf Nachbargemeinden zeigt           | Langenreinsdorf |
| Chursdorf   | Niederalbertsdorf mit Kleinrußdorf und Kleinbernsdorf |                 |

## Geschichte

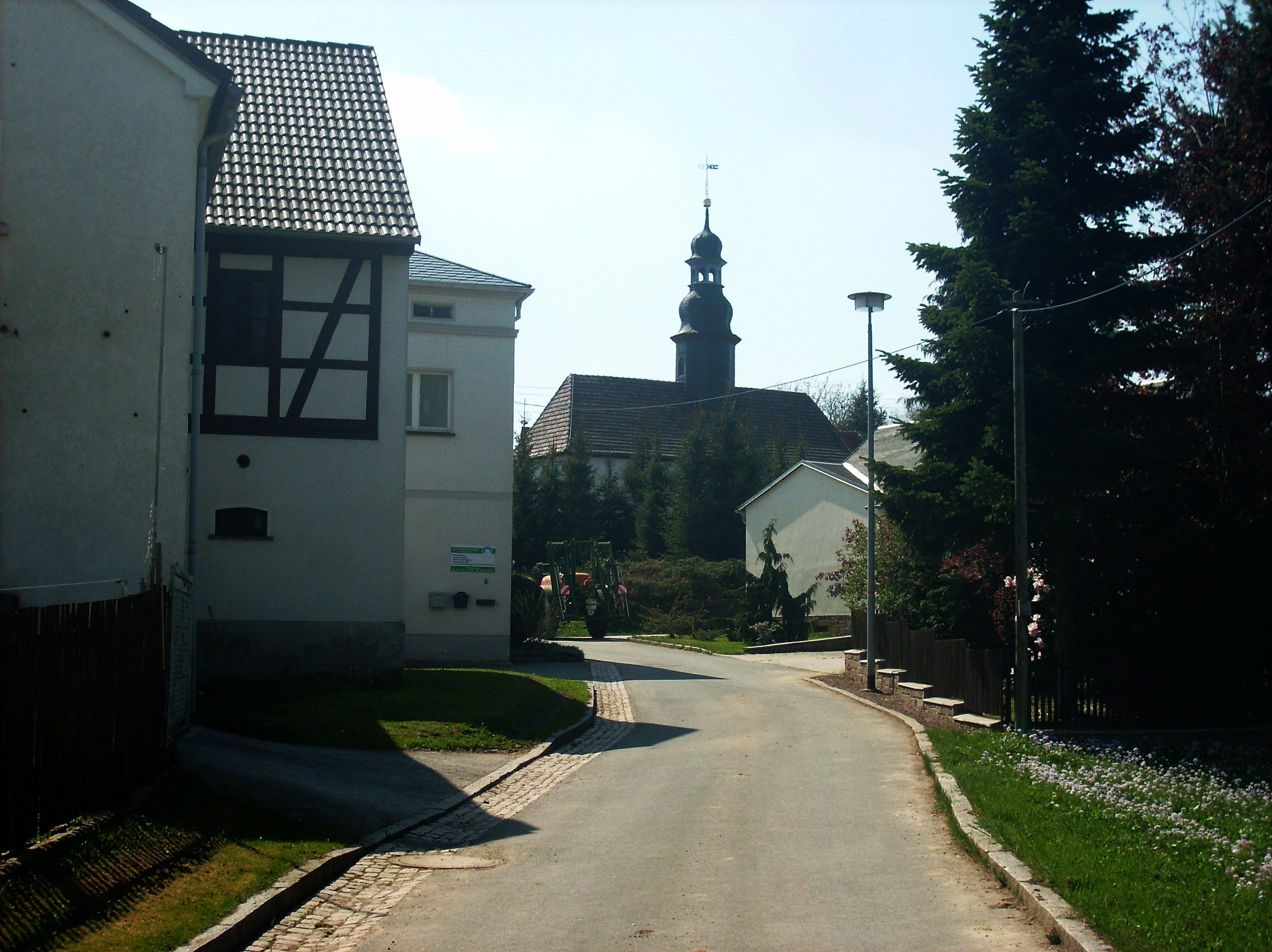
Rußdorf, Kirche

Rußdorf wurde im Jahre 1230 erstmals als „Rulandistorff“ erwähnt. Im Zuge des Landesausbaus im 12. und 13. Jahrhundert entstand die Wehranlage Rudelsburg auf dem 296 m ü. NN hohen Lindenberg oberhalb des Koberbachtales. Sie wurde erstmals im Jahr 1304 im Zuge der Zinserwerbung an der Rußdorfer Kapelle durch das Kloster Grünhain erwähnt, bei der ein Ritter Ericus de Rulandesdorf dictus de Ponicz genannt wird. 1372 wird eine Familie Gries als Dorf- und Burgbesitzer genannt, die Burgmannen der Vögte von Weida und Plauen sind. Die ehemals hölzerne Wehranlage scheint im 14. Jahrhundert durch eine Steinburg ersetzt worden zu sein. Danach verliert sich die Spur in der Geschichte.
Zwischen dem 16. und 19. Jahrhundert gehörte Rußdorf zur Grundherrschaft des Ritterguts Blankenhain. Gegen 1800 wird das ehemalige Rittergut und nunmehrige Vorwerk des Ortes Rußdorf aus den Mauerresten der Burgruine erbaut.
Ende des 19. Jahrhunderts wurde noch von Mauerresten auf dem Lindenberg berichtet. 1927 sollen Ausgrabungen im Burgbereich erfolgt sein. Heute zeugen auf dem Burgstall nur noch Erdwälle und Grabenreste von der ehemaligen Burganlage. Rußdorf gehörte bis 1856 zum kursächsischen bzw. königlich-sächsischen Amt Zwickau. 1856 wurde Rußdorf dem Gerichtsamt Werdau und 1875 der Amtshauptmannschaft Zwickau angegliedert.
Am 1. Juli 1950 wurde Rußdorf nach Blankenhain
eingemeindet. Durch die zweite Kreisreform in der DDR kam Rußdorf als Ortsteil der Gemeinde Blankenhain im Jahr 1952 zum Kreis Werdau im Bezirk Chemnitz (1953 in Bezirk Karl-Marx-Stadt umbenannt), der ab 1990 als sächsischer Landkreis Werdau fortgeführt wurde und 1994 im Landkreis Zwickauer Land bzw. 2008 im Landkreis Zwickau aufging. Am 1. Januar 1994 wurde die Gemeinde Blankenhain mit ihren Ortsteilen nach Crimmitschau eingemeindet. Seitdem ist Rußdorf ein Ort innerhalb der Crimmitschauer Ortschaft Blankenhain.

## Söhne und Töchter des Ortes
- Heinz Hofmann (* 1927), Geheimdienstoffizier, stellvertretender Leiter der Militärischen Aufklärung der NVA